# テレビ、翔んだ!
『テレビ、翔んだ!〜視聴率か親子の断絶か 同居で始まった嫁・姑・大姑の三世代大騒動〜』は、日本テレビ開局45年記念　橋田壽賀子スペシャルとして1999年3月16日に放送されたテレビドラマ。

## 放送時間
- 火曜21:03 - 22:54（JST）
  - この枠は『火曜サスペンス劇場』の枠だが、本作は『火曜サスペンス劇場』枠外で放送。

## スタッフ
- 作：橋田壽賀子
- 演出：細野英延
- 演出補：長沼誠
- プロデューサー：酒井浩至
- アシスタントプロデューサー：前田伸一郎、高木治男
- 制作：重松修
- 制作担当：増田悟司
- 音楽：渡辺俊幸
- 技術：片野憲二
- 技術協力：エヌ・ティ・ビー映像センター
- カメラ：吉村一雄
- 照明：秋長稔
- 美術：小村一朗
- 美術協力：日本テレビアート
- デザイン：平井堯

## 出演
- 原田邦太郎：西田敏行
- 原田啓子：宮本信子
- 原田竜太郎：いかりや長介
- 原田邦子：藤間紫
- 原田啓太郎：石黒賢
- 原田あかね：高橋由美子
- 知子：佐藤藍子
- あかねの母：丘みつ子
- ワイドショーの司会者：草野仁
- ワイドショーのリポーター：坂口良子
- 引越し屋：船越英一郎
- ：中野若葉
- ：南雲勝郎
- ：山崎崇誉
- ：小林幸彦
- ：半場友恵
- ：高木渉

## 主題歌
『夢の涙（かけら）』
- 編曲：山内和義 / 作詞・作曲・歌：青西高嗣